# Jochen Arlt

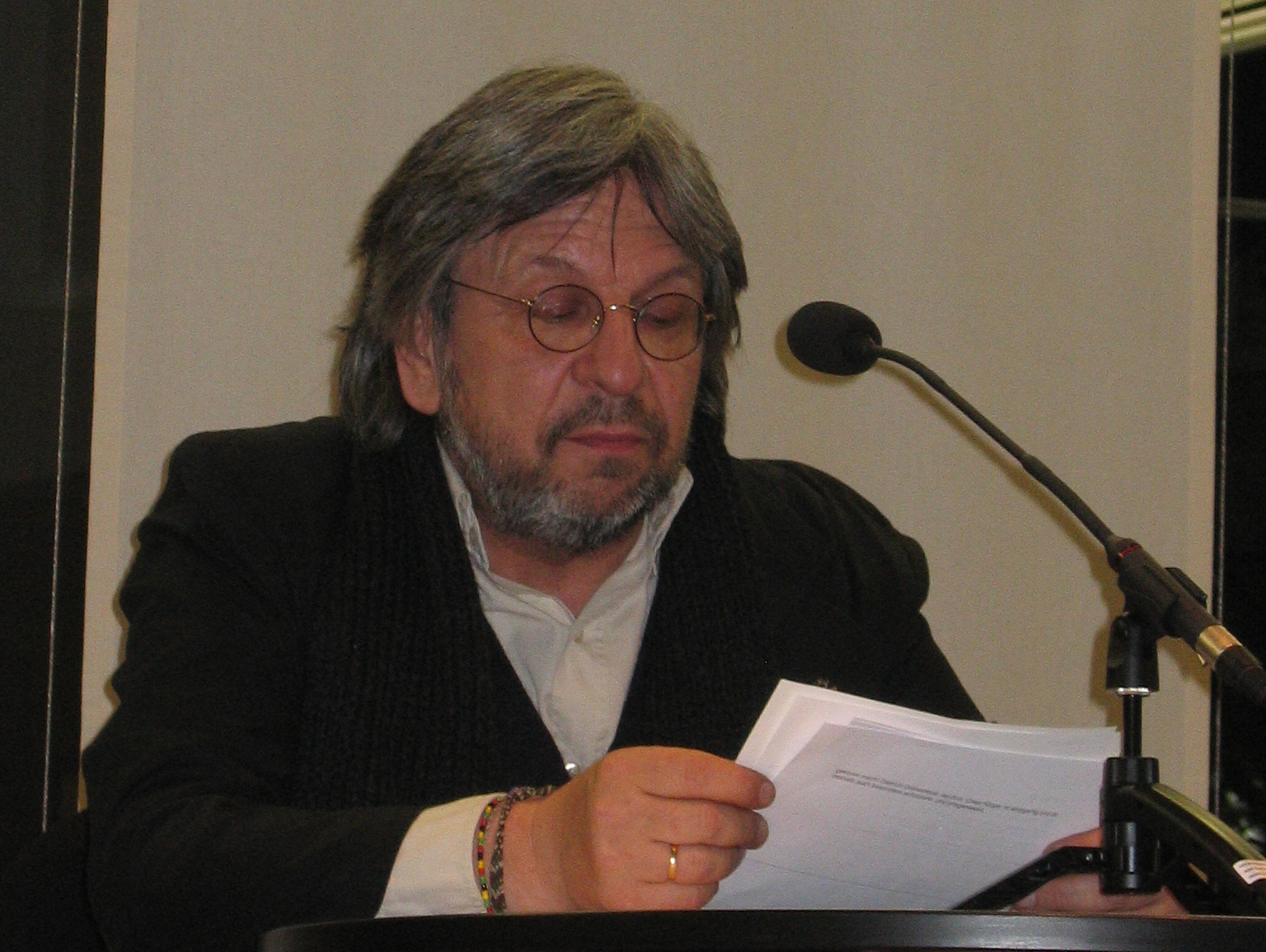
Jochen Arlt (2008)

Jochen Arlt (* 6. Mai 1948 in Dinklage), Pseudonyme J.W. Martin und Achim von Langwege, ist ein deutscher Schriftsteller und Herausgeber.

## Leben
Jochen Arlts Familie stammt aus Breslau, von wo sie 1945 vertrieben wurde. Arlt wuchs in Langwege/Vechta und Obermendig/Eifel auf und lebt seit 1957 in/bei Köln.
Nach dem Besuch einer Wirtschaftsakademie arbeitete er beim Kölner Stadt-Anzeiger, für die Bayer AG Leverkusen und den Bundesausschuss für volkswirtschaftliche Aufklärung/BAVA in Köln.
Von 1979 bis 1991 war Arlt Redakteur für die Kölnische Rundschau. Unter dem Pseudonym J.W. Martin schrieb er von 1983 bis 1992 zudem feuilletonistische Texte in den Zeitschriften köln im ..., StadtRevue, neues rheinland, KÖLN, Zwischen Erft und Wupper.
Seit 1976 veröffentlicht joa (Autorenkürzel) Lyrik und Prosa in Literaturblättern, Anthologien, Jahrbüchern. Überdies war er u. a. für Radio Köln, den SWR, WDR tätig.
Seit 1991 ist Jochen Arlt freischaffender Journalist, Schriftsteller und Herausgeber zahlreicher Bücher mit etlichen das Rheinland betreffenden Themen. Die Hinwendung zur Lyrik offenbart sich an sieben Gedichtbüchern seines Pseudonyms Achim von Langwege, das er als Poet bis 2000 verwendete. Gedichte wurden von Rüdiger Fischer ins Französische übertragen oder vertont u. a. von Dietmar „Dietz“ Forisch, Klaus Graf, Schorsch Hampel, Hans Knipp, Peter Sarach/Rausch, Nadine Maria Schmidt, Andreas Wagner.
Arlt ist Mitglied im Verband deutscher Schriftstellerinnen und Schriftsteller (vs) und im Deutschen Journalisten-Verband (djv). Er verfasst Rezensionen, Interviews, Features, Essays, Reportagen. Überdies ist er Herausgeber und Autor auflagestarker Bild-/Text-Bände wie Kölner Stadtgespräche, Endstation Ubierring oder Kölner - met un ohne Verzäll.
1996 erschien die Anthologie Junger Westen als elfter Band der von Jochen Arlt im Rhein-Eifel-Mosel-Verlag verantwortlich herausgegebenen rheinischen Lesebuchreihe.
Arlt ist Begründer des köln im...-Preises, des KölnLiteraturPreises sowie vom Rheinischen Literaturpreis Siegburg, für den u. a. Jürgen Becker, Hans Bemmann, Karl Otto Conrady, Ralph Giordano, Gisbert Haefs, Peter Maiwald, Norbert Scheuer ausgelobt wurden. Seit 2009 ist er Juror für den Preis der deutschen Schallplattenkritik (PdSK).
Jochen Arlt, seit 2010 verwitwet, hat zwei Kinder und lebt in Bad Münstereifel.

## Werke

### Einzeltitel
- Kölner Stadtgespräche. Interviews. Alfred Beck Verlag, Köln 1985. ISBN 3-922658-10-5.
- Die Liebe zum röhrenden Hirsch. Gedichte. Illustrationen: Charly Pirot. Alfred Beck Verlag, Köln 1988. ISBN 3-922658-00-1.
- och dat is kölle. Gedichte. edition fundamental, Köln 1990. Bibliophiler Handpressendruck von K. Richard Müller.
- Das Fenster zum Berg. Gedichte. Landpresse, Weilerswist 1993, ISBN 3-930137-04-6.
- Kölner Stadtgespräche II. Interviews. Horlemann Verlag, Unkel/Bad Honnef 1994. ISBN 3-927905-94-1
- Zickzack Eigelstein. Neue kölnische Gedichte. Horlemann Verlag, Unkel 1994. ISBN 3-927905-91-7.
- Knapp 50 Jahre später. Gedicht. edition prima vista, bibliophiler Sonderdruck, Gelsenkirchen 1998.
- Auf dem Lande. Bibliophile Prosaminiaturen u. mit  dem Originaltext des vielbeachteten Poems „Cap Horn“. Edition Xylos, Gelsenkirchen 1999. ISBN 3-921812-37-2
- EifelLandschaften. Gedichte. Mit Norbert Scheuer (Aquarelle von Conrad Peter Joist). Wolkenstein Verlag, Köln 2000. ISBN 3 927861-61-8
- Harald K. meint. Kalender-Poesie des Alltags. Roland Reischel Verlag, Köln 2010. ISBN 978-3-9812648-5-2
- Geschenkt. Ausgewählte Gedichte. NordPark Verlag, Wuppertal 2014. ISBN 978-3-943940-008
- Geschenkt II. Weitere Gedichte, Prosa, Sprüche. NordPark Verlag Wuppertal, 2014. ISBN 978-3-943940-015

### Herausgabe
- Rockmagazin Szene Köln. Hrsg. mit Konrad Kopper. Direktvertrieb Jochen Arlt / Konrad Kopper, Köln 1981.
- Toni May: Kölner Köpfe, Kölner Skizzen. Künstler-Monographie. Wienand Verlag, Köln 1984. ISBN 3-87909-134-X
- Eine Hand wäscht die andere. Köln-Lesebuch. Mit J. W. Martin. Rhein-Eifel-Mosel-Verlag, Pulheim 1987. ISBN 3-924182-078
- Links vom Dom, rechts vom Dom. Köln-Lesebuch II. Rhein-Eifel-Mosel-Verlag, Pulheim 1988. ISBN 3-924182-09-4
- Kölner - met un ohne Verzäll. Fotos, Zitate, Interviews. Fotografien: Hans-G. Meisenberg. Verlag der Mayerschen Buchhandlung, Köln 1989. ISBN 3-87519113-7
- Kölner Weihnachtsbuch. Mit Richard Griesbach. Rhein-Eifel-Mosel-Verlag, Pulheim 1989. ISBN 3-924182-13-2
- Stadt im Bauch. Köln-Lesebuch III. Rhein-Eifel-Mosel-Verlag, Pulheim 1989. ISBN 3-924182-12-4
- Vaters Land und Mutters Erde. Eifel-Lesebuch. Mit Manfred Lang. Rhein-Eifel-Mosel-Verlag, Pulheim 1989. ISBN 3-924182-15-9
- Knollen, Kohle und Miljöh. Erftkreis-Lesebuch. Mit Axel Kutsch. Rhein-Eifel-Mosel-Verlag, Pulheim 1990. ISBN 3-924182-17-5
- Zwischen Stadt und Dorf. Rhein-Sieg-/Bonn-Lesebuch. Mit Dieter Brockschnieder. Rhein-Eifel-Mosel-Verlag, Pulheim 1990. ISBN 3-924182-21-X
- Wo wir uns finden ... Bergisches Lesebuch. Mit Doro Dietsch. Rhein-Eifel-Mosel-Verlag, Pulheim 1991. ISBN 3-924182-20-5
- Endstation Ubierring. Fotos, Zitate, Interviews, Essays. Fotografien von Egon Hellfeier und Hans-G. Meisenberg. Verlag der Mayerschen Buchhandlung, Köln 1992. ISBN 3-87519-125-0
- „Teil meiner selbst“. Niederrhein-Lesebuch. Mit Irmgard Bernrieder. Rhein-Eifel-Mosel-Verlag, Pulheim 1992. ISBN 3-924182-27-2
- Ganz unten fließt der Rhein. 18 Kölner Autoren über ihren Lieblingsplatz. Horlemann Verlag, Unkel 1993. ISBN 3-927905-69-0
- Drei för Kölle. Levve pur. Mundart-Anthologie (Zeichnungen von André Poloczek). Horlemann Verlag, Unkel 1994. ISBN 3-927905-92-5
- Leben - alle Tage. Eifel-Lesebuch II. Mit Manfred Lang. Rhein-Eifel-Mosel-Verlag, Pulheim 1994. ISBN 3-924182-29-9
- Junger Westen. Elftes Rheinland-Lesebuch. Rhein-Eifel-Mosel-Verlag, Pulheim 1996. ISBN 3-924182-34-5

### Anthologien (Auswahl)
- Axel Kutsch (Hrsg.): Wortnetze u. a. Autoreninitiative Köln, Köln 1988–2007.
- Karl Otto Conrady (Hrsg.): Der Neue Conrady. Patmos Verlag, Düsseldorf 2000. ISBN 978-3-538-06894-0
- Karl Otto Conrady (Hrsg.): Der Große Conrady. Das Buch deutscher Gedichte von den Anfängen bis zur Gegenwart. Verlag Artemis & Winkler, Düsseldorf 2008. ISBN 978-3-538-04004-5
- Karl Otto Conrady (Hrsg.): Lauter Lyrik. Der Hör-Conrady. Patmos Verlag, Düsseldorf 2008. ISBN 978-3-491-91258-8
- Manfred Lang & Ralf Kramp (Hrsg.): Die Eifel - das Beste. KBV Edition Eyfalia, Hillesheim 2017. ISBN 978-3-95441-329-4
- Axel Kutsch (Hrsg.): Versnetze. Verlag Ralf Liebe, Weilerswist 2008–2022 (ISBN zuletzt: 978-3-948682-36-1)

### Ausgewählte weitere Veröffentlichungen in
- Ludwig Janssen (Hrsg.): Literatur-Atlas NRW. Kölner Volksblatt Verlag, Köln 1992. ISBN 3-923243-96-0
- Uta Biedermann (Hrsg.): Autorinnen und Autoren in Köln. Kölner Volksblatt Verlag, Köln 1992. ISBN 3-923243952
- Josef Zierden(Hrsg.); Die Eifel in der Literatur. Edition Eifel-Literatur-Festival / Geschichtsverein Prümer Land, Prüm 1994.
- Bernhard Sowinski (Hrsg.): Lexikon deutschsprachiger Mundart-Autoren. Georg Olms Verlag, Hildesheim 1997. ISBN 3-487-10381-8
- Norbert Beleke (Hrsg.): WER IST WER? Regionalausgabe Nordrhein-Westfalen, Schmidt-Römhild Verlag, Essen 1997. ISBN 3-79502023-9
- Kürschners Deutscher Literatur-Kalender. K.G. Saur Verlag, München ab 1998.
- Josef Zierden (Hrsg.): Literaturlexikon Rheinland-Pfalz. Brandes & Apsel Verlag, Frankfurt am Main 1998. ISBN 3-86099-458-1
- Josef Zierden (Hrsg.): Literarischer Reiseführer Rheinland-Pfalz. Brandes & Apsel Verlag, Frankfurt am Main 2001. ISBN 3-86099-483-2
- Walter Gödden & Iris Nölle-Hornkamp (Hrsg:): Westfälisches Autorenlexikon. Bd. 4: 1900–1950. Verlag Schöningh, Paderborn 2002. ISBN 3-506-797441
- Enno Stahl (Hrsg.): Das Kölner Autoren-Lexikon, Bd. 2: 1900–2000. Hermann-Josef Emons Verlag, Köln 2002. ISBN 3-89705-193-1
- Christel Steinmetz (Hrsg.): Medienhandbuch Köln, Ausgabe 6. Hermann-Josef Emons Verlag. Köln 2002. ISBN 3-89705-246-6
- Michael Euler-Schmidt (Hrsg.): Endstation Ubierring (hier den Porträtzyklus von Hans Rolf Maria Koller zum gleichnamigen Foto- u. Textband 1992 betreffend). Kölnisches Stadtmuseum, Köln 2015. ISBN 978-3-00-051224-7